# Malango
Le malango est une des langues des Salomon du Sud-Est, parlée par 4 140 locuteurs à Guadalcanal.